# Ulrike Schmitzer
Ulrike Schmitzer (* 1967 in Salzburg) ist eine österreichische Wissenschaftsjournalistin, Autorin und freie Filmemacherin.

## Leben und Werk
Ulrike Schmitzer wurde in Salzburg geboren. An der Universität Salzburg hat sie Publizistik und Kommunikationswissenschaft sowie Kunstgeschichte studiert. Ihre journalistische Karriere begann sie bei der Austria Presse Agentur (APA) und im ORF Salzburg. Schmitzer lebt mittlerweile in Wien. Sie ist Wissenschaftsredakteurin bei Ö1, einem Radioprogramm des Österreichischen Rundfunks (ORF). Ihre Reportagen für Ö1 führten sie u. a. nach Albanien, China, Deutschland, Guatemala, Island, Nicaragua, Pakistan, Polen, Russland, Schweiz, Uganda, Weißrussland. Außerdem gestaltet sie Dokumentationen für den Fernsehsender 3sat über Kunst, Architektur und Wissenschaft.
2008 hat Ulrike Schmitzer die Leondinger Akademie für Literatur (von Karin Fleischanderl und Gustav Ernst) absolviert. Ihre Erzählungen erschienen u. a. in den Literaturzeitschriften kolik, Literatur und Kritik, SALZ.
Ihr literarisches Debüt Die falsche Witwe (2011) beschäftigt sich mit dem damals noch unerforschten Entnazifizierungslager Glasenbach (Camp Marcus W. Orr) in Salzburg und der Aufarbeitung der NS-Täterschaft durch drei Frauen-Generationen. Dazu gestaltete sie auch einen Film (3sat, 2010). Die Erzählung Die Flut (2013) ist ihr Einstieg in das Genre der Science-Fiction. Das Buch ist bei einem Workshop mit dem Schriftsteller Georg Klein entstanden, vor der realen Katastrophe in Westungarn, die eine rote Flut über das Land schwemmte.
Ihr bisher erfolgreichstes Buch ist die Geschichte einer Astronautin. Für den Roman Es ist die Schwerkraft, die uns umbringt (2014) war sie als Kandidatin für die Hotlist nominiert. Die European Science Fiction Society nominierte den Roman Es ist die Schwerkraft, die uns umbringt als bestes österreichisches Buch zum ESFS Award 2014. Sie erhielt dafür 2016 auch den Sonderpreis des Österreichischen Staatspreises für Wissenschaftspublizistik.
Die gestohlene Erinnerung (2015) hat die Geschichte der Donauschwaben zum Thema, es ist ein sehr persönlicher Roadtrip in die Vergangenheit.
Die Stille der Gletscher (2017) ist ein Wissenschaftsthriller im neuen Genre der Climate Fiction/CliFi: Verbrechen, Klimawandel und Gletscherschmelze werden zu einem spannenden Plot in der nahen Zukunft verknüpft.
Im Herbst 2018 hat sie gemeinsam mit dem Kulturjournalisten Martin Thomas Pesl das Buch Houston, wir haben ein Problem veröffentlicht. Darin versammelt das Autorenduo kuriose Geschichten aus der Raumfahrt, wobei Ulrike Schmitzer reale Geschichten wiedergibt, während Martin Thomas Pesl Literatur, Film & Musik untersucht hat. Alle Bücher sind in der Edition Atelier erschienen.
Ihre Filmarbeiten (gemeinsam mit RAUM.FILM) reichen von der Aufarbeitung der NS-Zeit, über Künstlerporträts bis zum Weltraum. Die Causa Löhner. Der verzweifelte Kampf einer Frau  (3sat, 2011) ist eine Dokumentation über die Enteignung der Villa Schratt in Bad Ischl und die Ermordung ihrer Besitzerin Helene Löhner. Zünd-Up. Das Röhren des Jahrhunderts (2002) oder Der Archistrator. Heidulf Gerngross (2004) sind Porträts im Spannungsfeld von Architektur und Kunst. Zum Weltraum hat sie die Dokumentarfilme Space Architecture (3sat, 2006) – der erfolgreich weltweit an TV-Anstalten verkauft wurde – und Space Medicine (3sat, 2010) gestaltet. Für die Dokumentation Erde unter Wasser – Wohnen im Klima-Chaos (3sat/ORF, 2019) schrieb sie das Drehbuch. Der Film über visionäre Projekte für ein Leben mit dem Anstieg des Meeresspiegels wurde für den Fernsehpreis der Erwachsenenbildung nominiert. Die englische Version Climate change – Living on the Water wurde auf DW Documentary fast 3 Millionen Mal aufgerufen.

## Auszeichnungen (Auszug)
- 2003: Journalistenpreis der Österreichischen Hagelversicherung für Beiträge über den Klimawandel
- 2005: Radiopreis der Erwachsenenbildung für  Ö1-„Diagonal“ über prekäre Arbeit
- 2006: Radiopreis der Erwachsenenbildung für  Ö1-„Dimensionen“, eine Reportage über Frauenhandel in Albanien
- 2012: Inge-Morath-Preis für Wissenschafts-Publistizik
- 2016: Sonderpreis im Rahmen des Österreichischen Staats- und Förderungspreises für Wissenschaftspublizistik[16]
- 2016: Arbeitsstipendium  des Österreichischen Bundeskanzleramtes
- 2016: Autorenstipendium aus dem Jubiläumsfonds der Literar-Mechana[17]
- 2020: Nominierung zum 52. Fernsehpreis der Erwachsenenbildung mit dem Drehbuch zur Dokumentation Erde unter Wasser – Wohnen im Klima-Chaos (3sat/ORF, 2019).
- 2024: Nominierung zum Franz-Grabner-Preis mit dem Drehbuch zur Dokumentation Eine Gesellschaft ohne Arbeiter (3sat/ORF, 2023).[18]
- 2024: Nominierung zur MedienLÖWIN SILBER 2024 des Österreichischen Journalistinnenkongress für den Radiobeitrag Frauen mit Courage: Nicola Werdenigg (ORF/Ö1).[19]

## Bibliografie
- Die falsche Witwe. Roman. Edition Atelier, Wien 2011, ISBN 978-3-902498-41-0.
- Die Flut. Erzählung. Edition Atelier, Wien 2013, ISBN 978-3-902498-87-8.
- Es ist die Schwerkraft, die uns umbringt. Roman. Edition Atelier, Wien 2014, ISBN 978-3-902498-87-8.
- Die gestohlene Erinnerung. Roman. Edition Atelier, Wien 2015, ISBN 978-3-903005-03-7.
- Die Stille der Gletscher. Roman. Edition Atelier, Wien 2017, ISBN 978-3-903005-25-9.
- mit Martin Thomas Pesl: Houston, wir haben ein Problem. Kuriose Geschichten aus der Raumfahrt. Edition Atelier, Wien 2018, ISBN 978-3-903005-43-3.
- Joy Adamson. Graphic Novel, mit Illustrationen von Jorghi Poll, Edition Atelier, Wien 2024, ISBN 978-3-99065-111-7.

als Herausgeberin
- Elisabeth J. Nöstlinger, Ulrike Schmitzer (Hrsg.): Susan Sontag. Intellektuelle aus Leidenschaft. Eine Einführung. Mandelbaum Verlag, Wien 2006. ISBN 978-3-85476-201-0.
- Elisabeth J. Nöstlinger, Ulrike Schmitzer (Hrsg.): Bourdieus Erben. Gesellschaftliche Elitenbildung in Deutschland und Österreich. Mandelbaum Verlag, Wien 2007, ISBN 978-3-85476-201-0.